# 34333 Roycorgross
34333 Roycorgross è un asteroide della fascia principale. Scoperto nel 2000, presenta un'orbita caratterizzata da un semiasse maggiore pari a 3,0410250 au e da un'eccentricità di 0,1172303, inclinata di 1,02262° rispetto all'eclittica.